# San Antonio de la Cal (Oaxaca)
San Antonio de la Cal es una localidad del estado mexicano de Oaxaca. Es cabecera del municipio de San Antonio de la Cal.

## Demografía
| Censo | Población |
| ----- | --------- |
| 1900  | 220       |
| 1910  | 147       |
| 1921  | 209       |
| 1930  | 189       |
| 1940  | 114       |
| 1950  | 162       |
| 1960  | 136       |
| 1970  | 121       |
| 1980  | 163       |
| 1990  | 173       |
| 1995  | 184       |
| 2000  | 162       |
| 2005  | 162       |
| 2010  | 197       |
| 2020  | 198       |